# Rhyncophoromyia conica
Rhyncophoromyia conica är en tvåvingeart som först beskrevs av Malloch 1912.  Rhyncophoromyia conica ingår i släktet Rhyncophoromyia och familjen puckelflugor. Inga underarter finns listade i Catalogue of Life.